# Josef De Kesel
Josef De Kesel (ur. 17 czerwca 1947 w Gandawie) – belgijski duchowny rzymskokatolicki, biskup diecezjalny Brugii w latach 2010–2015, arcybiskup metropolita Mechelen-Brukseli i tym samym prymas Belgii w latach 2015–2023, kardynał prezbiter od 2016.

## Życiorys
Urodził się 17 czerwca 1947 w Gandawie jako jeden z dziewięciorga dzieci Alberta De Kesel i Gabriëlle Boels. Po ukończeniu szkoły średniej w Sint-Vincentius College w Eeklo w 1965 wstąpił do seminarium. Od 1968 uczęszczał na Papieski Uniwersytet Gregoriański w Rzymie, gdzie uzyskał licencjat, a w 1977 na podstawie rozprawy „Le refus décidé de l’objectivation. Une interprétation du Jésus historique dans la théologie chez Rudolf Bultmann” uzyskał doktorat z teologii. Służył jako wykładowca w seminarium duchownym w Gandawie oraz na Uniwersytecie w Leuven. Posługuje się językami: francuskim, holenderskim, angielskim i włoskim.
Święcenia kapłańskie otrzymał 26 sierpnia 1972 z rąk swojego stryja Leo-Karel Jozef De Kesel i został inkardynowany do diecezji gandawskiej. Po święceniach został duszpasterzem i nauczycielem religii w Eeklo. W latach 1977–1980 uczył też w jednej z gandawskich szkół. W 1980 został profesorem diecezjalnego seminarium i miejscowego Instytutu Nauk Społecznych. Dziewięć lat później rozpoczął wykłady z chrystologii na Katolickim Uniwersytecie w Lowanium. W marcu 1992 otrzymał nominację na wikariusza biskupiego ds. formacji teologiczno-duszpasterskiej.
20 marca 2002 papież Jan Paweł II mianował go biskupem pomocniczym archidiecezji Mechelen-Brukseli, ze stolicą tytularną Bulna. Sakry biskupiej udzielił mu kard. Godfried Danneels. Jako biskup był odpowiedzialny w latach 2002–2010 za wikariat brukselski, zaś od marca do lipca 2010 za wikariat mecheleński.
25 czerwca 2010 został mianowany biskupem diecezjalnym Brugii. Ingres odbył się 10 lipca 2010.
6 listopada 2015 papież Franciszek mianował go arcybiskupem metropolitą Brukseli oraz biskupem polowym Belgii w miejsce przechodzącego na emeryturę André-Joseph Léonarda. Ingres do katedry archidiecezjalnej odbył się 12 grudnia 2015, zaś do katedry polowej 27 kwietnia 2016. 9 października 2016 ogłoszono jego nominację kardynalską. Kreowany kardynałem prezbiterem Ss. Ioannis et Pauli 19 listopada 2016.
26 stycznia 2016 został wybrany przewodniczącym Konferencji Episkopatu Belgii.
22 czerwca 2023 papież Franciszek przyjął jego rezygnację z obowiązków arcybiskupa metropolity mecheleńsko-brukselskiego i prymasa Królestwa Belgii. Następcą został Luc Terlinden.
Jest członkiem Papieskiej Rady ds. Kultury oraz Dykasterii ds. Świeckich, Rodziny i Życia. Brał udział w konklawe 2025, które wybrało papieża Leona XIV.